# Robert Allen Rolfe
Robert Allen Rolfe (Wilford, Nottinghamshire, 1855 – Richmond, Surrey, 1921) fue un botánico británico especialista en la familia Orchidaceae.

## Biografía
Durante un tiempo trabajó en los jardines de Welbeck Abbey. Entró en Kew en 1879 y se convirtió en segundo asistente. Fue botánico especializado en orquídeas y el primer curador (conservador) del herbario de orquídeas en el Real Jardín Botánico de Kew.
Fundó la revista The Orchid Review especializada en orquídeas y publicó muchos artículos sobre híbridos de diferentes especies de orquídeas.
Entre las especies por él descritas se encuentran:
- "Stanhopea anfracta" Rolfe 1904
- "Lacaena bicolor alba" Rolfe 1910

The genus of amaranths Allenrolfea was named after him by Carl Ernst Otto Kuntze.
Rolfe fue enterrado en el cementerio de Richmond.

## Obra
Rolfe, Robert Allen (1883). "On the Selagineæ described by Linnæus, Bergius, Linnæus, fil., and Thunberg." Botanical Journal of the Linnean Society 20(129): 338-358.
Rolfe, Robert Allen (1884). "On Hyalocalyx, a new Genus of Turneraceæ from Madagascar." Journal of the Linnean Society of London, Botany 21(134): 256-258.
Rolfe, Robert Allen (1884). "On the Flora of the Philippine Islands, and its probable Derivation." Botanical Journal of the Linnean Society 21(135): 283-316.
Rolfe, Robert Allen (1887). On Bigeneric Orchid Hybrids. Botanical Journal of the Linnean Society 24(160): 156-170.
Rolfe, Robert Allen (1889). A Morphological and Systematic Review of the Apostasieæ. Botanical Journal of the Linnean Society, 25(171): 211-243.
Rolfe, Robert Allen y Charles C. Hurst, Charles Chamberlain (1909). The Orchid Stud-Book: An Enumeration of Hybrid Orchids of Artificial Origin, with their parents, raisers, date of first flowering, references to descriptions and figures, and synonymy. With an historical introduction and 120 figures and a chapter on hybridising and raising orchids from seed. Frank Leslie & Co.
- Flora Capensis (colaboración en lo referente a orquídeas)

- Flora of Tropical Africa (colaboración en lo referente a orquídeas)

## Honores

### Eponimia
Género
- (Chenopodiaceae) Allenrolfea Kuntze 1891[4]

Especies
- (Annonaceae) Artabotrys rolfei S.Vidal[5]

- (Orchidaceae) Bicornella rolfei (Hochr.) Szlach. & Kras[6]

- (Orchidaceae) Dendrobium rolfei A.D.Hawkes & A.H.Heller[7]

- (Tiliaceae) Grewia rolfei Merr.[8]

- (Zingiberaceae) Alpinia rolfei K.Schum.[9]

- (Zingiberaceae) Plagiostachys rolfei Ridl.[10]

- La abreviatura «Rolfe» se emplea para indicar a Robert Allen Rolfe como autoridad en la descripción y clasificación científica de los vegetales.[11]

También se encuentra asociado como:
- Ames & Rolfe
- L. Linden & Rolfe
- Merrill & Rolfe
- Ridley & Rolfe
- Rolfe & Ames
- Urban & Rolfe